# Телемахос Каракалос
Телемахос Каракалос (грч. Τηλέμαχος Καράκαλος; 1866 – 1951) је био грчки мачевалац, који је учествовао на првим Олимпијским играма 1896. у Атини.
Каракалос се такмичио у сабљи. У групи од 5 такмичара био је други победивши у три од четири меча. Освојио је друго место и сребрну медаљу.

## Резултати
| Меч | Такмичар                  | Резултат | Такмичар                  |
| --- | ------------------------- | -------- | ------------------------- |
| 1   | Телемахос Каракалос Грчка | 3-0      | Адолф Шмал Аустрија       |
| 3   | Телемахос Каракалос Грчка | 3-2      | Холгер Нилсен Данска      |
| 6   | Јоанис Јоргидис Грчка     | 3-1      | Телемахос Каракалос Грчка |
| 9   | Телемахос Каракалос Грчка | 3-0      | Јоргос Јатридис Грчка     |